# .sn
.sn – domena internetowa przypisana do Senegalu. Została utworzona 19 marca 1993. Zarządza nią Université Cheikh Anta Diop.